# Високий Верх (Росохацький)
Високий Верх (Росохацький) — гірська вершина висотою 1176,8 метрів, на межі Сколівських Бескидів та Стрийсько-Сянської Верховини, розташована за 5 кілометрів на північ від села Росохач та за 8 кілометрів на північний захід від гірськолижної бази Тисовець, на межі Дрогобицького та Стрийського районів Львівської області. Найвища вершина на хребті Росохацькі Полонини, а також найвища точка Дрогобицького району. Гора знаходиться в межах НПП «Сколівські Бескиди». Північно-східна сторона вершини зайнята смереково-буковим лісом, південно-західна — полонинами.
На вершині в 2011 році побудована церква Св. Пророка Іллі, що вважається найвищою точкою православ'я України.

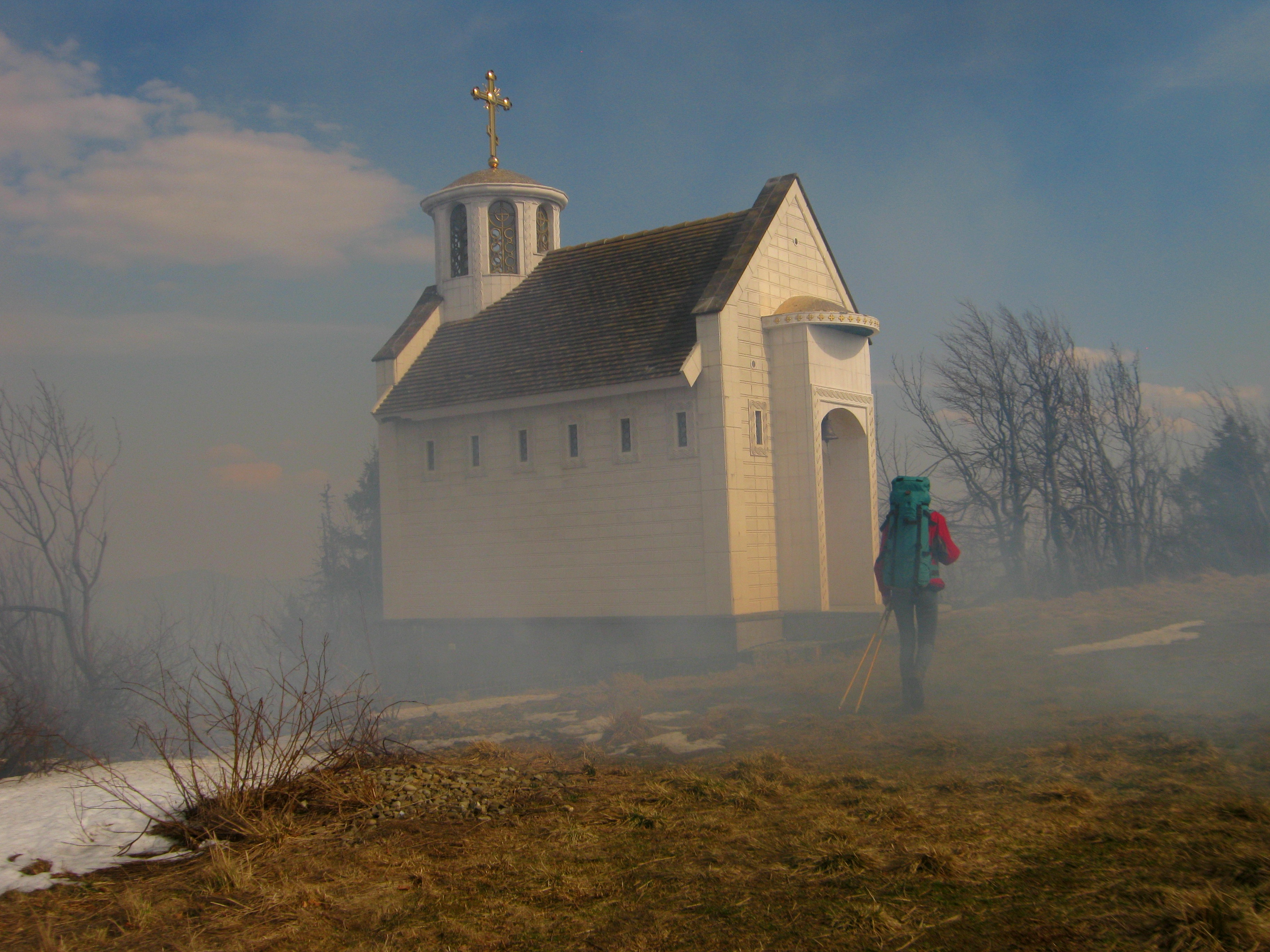
Церква Святого Пророка Іллі

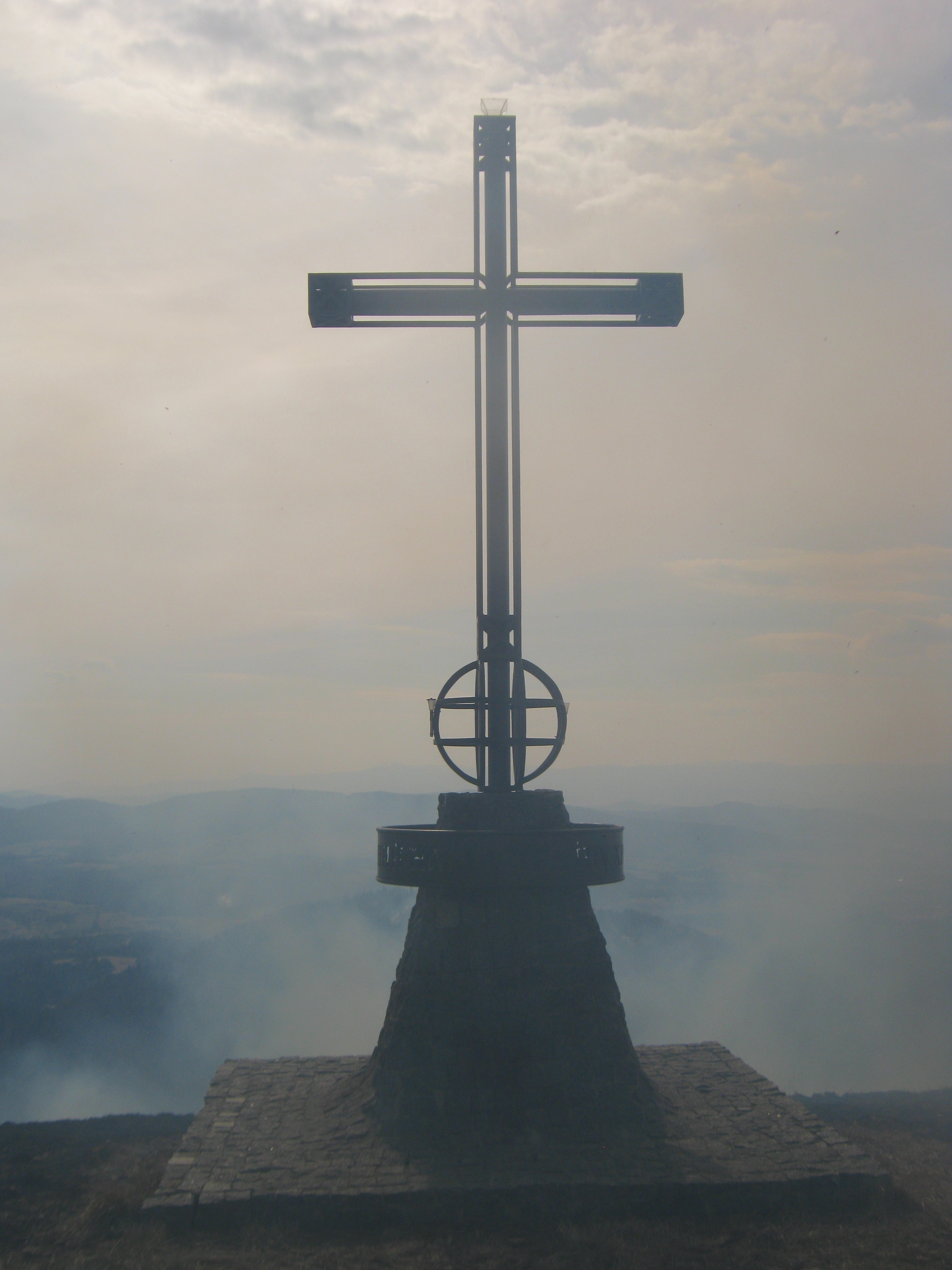
Хрест на вершині поряд із церквою

Вершина досить популярна серед туристів, на неї проводть піші та кінні прогулянки переважно із с. Росохач.